# Mosjön (Dunkers socken, Södermanland, 656316-156075)
Mosjön är en sjö i Flens kommun i Södermanland och ingår i Nyköpingsåns huvudavrinningsområde.